# Volley Masters Montreux 2017
Montreux Volley Masters – 32. edycja towarzyskiego turnieju siatkarskiego, który trwał od 6 czerwca do 11 czerwca. W turnieju wzięło udział 8 reprezentacji:
- Argentyna
- Brazylia
- Chiny
- Holandia
- Niemcy
- Polska
- Szwajcaria
- Tajlandia

## Faza grupowa

### Grupa A
Tabela
| Lp. | Drużyna    | Mecze | Mecze   | Mecze   | Pkt | Sety | Sety | Sety  | Małe punkty | Małe punkty | Małe punkty |
| Lp. | Drużyna    | M     | W (3:2) | P (2:3) | Pkt | wyg. | prz. | ratio | zdob.       | str.        | ratio       |
| --- | ---------- | ----- | ------- | ------- | --- | ---- | ---- | ----- | ----------- | ----------- | ----------- |
| 1   | Argentyna  | 3     | 3 (2)   | 0 (0)   | 7   | 9    | 4    | 2.250 | 285         | 274         | 1.040       |
| 2   | Chiny      | 3     | 2 (1)   | 1 (1)   | 6   | 8    | 5    | 1.600 | 288         | 254         | 1.134       |
| 3   | Holandia   | 3     | 1 (0)   | 2 (2)   | 5   | 7    | 7    | 1.000 | 305         | 288         | 1.059       |
| 4   | Szwajcaria | 3     | 0 (0)   | 3 (0)   | 0   | 1    | 9    | 0.111 | 186         | 248         | 0.750       |

Źródło: volleymasters.ch
Punktacja: 3:0 i 3:1 – 3 pkt; 3:2 – 2 pkt; 2:3 – 1 pkt; 1:3 i 0:3 – 0 pkt
Zasady ustalania kolejności: 1. liczba zwycięstw; 2. liczba punktów; 3. stosunek setów; 4. stosunek małych punktów; 5. bilans w bezpośrednich meczach
     awans do półfinałów
     mecze o miejsca 5-8
Wyniki
| Data  | Godz. | Drużyna 1  | Wynik | Drużyna 2  | 1     | 2     | 3     | 4     | 5     | Widzów | * |
| ----- | ----- | ---------- | ----- | ---------- | ----- | ----- | ----- | ----- | ----- | ------ | - |
| 06.06 | 16:30 | Chiny      | 3:0   | Szwajcaria | 25:15 | 25:16 | 25:16 |       |       | 950    |   |
| 06.06 | 21:15 | Holandia   | 2:3   | Argentyna  | 22:25 | 25:27 | 25:14 | 25:23 | 9:15  | 500    |   |
| 07.06 | 18:45 | Chiny      | 3:2   | Holandia   | 25:27 | 25:22 | 25:16 | 17:25 | 15:11 | 1360   |   |
| 08.06 | 16:30 | Holandia   | 3:1   | Szwajcaria | 23:25 | 25:14 | 25:18 | 25:20 |       | 1020   |   |
| 08.06 | 21:15 | Argentyna  | 3:2   | Chiny      | 25:20 | 18:25 | 23:25 | 25:23 | 15:13 | 760    |   |
| 09.06 | 21:15 | Szwajcaria | 0:3   | Argentyna  | 21:25 | 21:25 | 20:25 |       |       | 1465   |   |

### Grupa B
Tabela
| Lp. | Drużyna   | Mecze | Mecze   | Mecze   | Pkt | Sety | Sety | Sety  | Małe punkty | Małe punkty | Małe punkty |
| Lp. | Drużyna   | M     | W (3:2) | P (2:3) | Pkt | wyg. | prz. | ratio | zdob.       | str.        | ratio       |
| --- | --------- | ----- | ------- | ------- | --- | ---- | ---- | ----- | ----------- | ----------- | ----------- |
| 1   | Brazylia  | 3     | 2 (0)   | 1 (1)   | 7   | 8    | 5    | 1.600 | 298         | 273         | 1.092       |
| 2   | Niemcy    | 3     | 2 (1)   | 1 (1)   | 6   | 8    | 6    | 1.333 | 295         | 294         | 1.003       |
| 3   | Polska    | 3     | 2 (1)   | 1 (0)   | 5   | 7    | 6    | 1.167 | 279         | 276         | 1.011       |
| 4   | Tajlandia | 3     | 0 (0)   | 3 (0)   | 0   | 3    | 9    | 0.333 | 249         | 296         | 0.841       |

Źródło: volleymasters.ch
Punktacja: 3:0 i 3:1 – 3 pkt; 3:2 – 2 pkt; 2:3 – 1 pkt; 1:3 i 0:3 – 0 pkt
Zasady ustalania kolejności: 1. liczba zwycięstw; 2. liczba punktów; 3. stosunek setów; 4. stosunek małych punktów; 5. bilans w bezpośrednich meczach
     awans do półfinałów
     mecze o miejsca 5-8
Wyniki
| Data  | Godz. | Drużyna 1 | Wynik | Drużyna 2 | 1     | 2     | 3     | 4     | 5     | Widzów | * |
| ----- | ----- | --------- | ----- | --------- | ----- | ----- | ----- | ----- | ----- | ------ | - |
| 06.06 | 18:45 | Brazylia  | 3:1   | Polska    | 25:20 | 21:25 | 25:23 | 26:24 |       | 650    |   |
| 07.06 | 16:30 | Tajlandia | 1:3   | Polska    | 17:25 | 25:22 | 23:25 | 25:27 |       | 1280   |   |
| 07.06 | 21:15 | Brazylia  | 2:3   | Niemcy    | 17:25 | 25:20 | 22:25 | 25:23 | 13:15 | 930    |   |
| 08.06 | 18:45 | Niemcy    | 3:1   | Tajlandia | 25:22 | 23:25 | 25:19 | 25:20 |       | 1090   |   |
| 09.06 | 16:30 | Niemcy    | 2:3   | Polska    | 25:21 | 25:20 | 19:25 | 12:25 | 8:15  | 1280   |   |
| 09.06 | 18:45 | Tajlandia | 1:3   | Brazylia  | 16:25 | 26:24 | 17:25 | 14:25 |       | 1860   |   |

## Faza play-off

### Mecze o miejsca 5-8
| Data  | Godz. | Drużyna 1  | Wynik | Drużyna 2 | 1     | 2     | 3     | 4    | 5 | Widzów | * |
| ----- | ----- | ---------- | ----- | --------- | ----- | ----- | ----- | ---- | - | ------ | - |
| 10.06 | 13:00 | Holandia   | 3:1   | Tajlandia | 25:22 | 25:18 | 22:25 | 25:8 |   | 1200   | 1 |
| 10.06 | 15:30 | Szwajcaria | 0:3   | Polska    | 16:25 | 16:25 | 16:25 |      |   | 1270   | 2 |

### Półfinały
| Data  | Godz. | Drużyna 1 | Wynik | Drużyna 2 | 1     | 2     | 3     | 4     | 5 | Widzów | * |
| ----- | ----- | --------- | ----- | --------- | ----- | ----- | ----- | ----- | - | ------ | - |
| 10.06 | 18:30 | Argentyna | 1:3   | Niemcy    | 27:25 | 19:25 | 25:27 | 19:25 |   | 1530   | 1 |
| 10.06 | 21:00 | Brazylia  | 3:1   | Chiny     | 25:17 | 25:22 | 27:29 | 25:16 |   | 1470   | 2 |

### Mecz o 3 miejsce
| Data  | Godz. | Drużyna 1 | Wynik | Drużyna 2 | 1     | 2     | 3     | 4     | 5 | Widzów | * |
| ----- | ----- | --------- | ----- | --------- | ----- | ----- | ----- | ----- | - | ------ | - |
| 11.06 | 13:30 | Argentyna | 1:3   | Chiny     | 21:25 | 12:25 | 25:20 | 19:25 |   | 1370   | 1 |

### Finał
| Data  | Godz. | Drużyna 1 | Wynik | Drużyna 2 | 1     | 2     | 3     | 4 | 5 | Widzów | * |
| ----- | ----- | --------- | ----- | --------- | ----- | ----- | ----- | - | - | ------ | - |
| 11.06 | 16:00 | Niemcy    | 0:3   | Brazylia  | 21:25 | 18:25 | 20:25 |   |   | 1630   | 1 |

## Klasyfikacja końcowa
| Miejsce | Reprezentacja |
| ------- | ------------- |
| 1.      | Brazylia      |
| 2.      | Niemcy        |
| 3.      | Chiny         |
| 4.      | Argentyna     |
| 5.      | Polska        |
| 5.      | Holandia      |
| 7.      | Tajlandia     |
| 7.      | Szwajcaria    |

## Nagrody indywidualne
| MVP                   | Najlepsza atakująca | Najlepsze środkowe                   | Najlepsza rozgrywająca | Najlepsze przyjmujące           | Najlepsza libero |
| --------------------- | ------------------- | ------------------------------------ | ---------------------- | ------------------------------- | ---------------- |
| Ana Carolina da Silva | Gong Xiangyu        | Ana Carolina da Silva Marie Schölzel | Roberta Ratzke         | Natália Pereira Yamila Nizetich | Lenka Dürr       |